# Lars Burgsmüller
Lars Burgsmüller, född den 6 december 1975 i Mülheim an der Ruhr, är en tysk före detta tennisspelare. Han har tagit en ATP-seger i singel och en i dubbel. ATP-segern i dubbel togs tillsammans med Philipp Kohlschreiber. Han har dessutom representerat Tyskland i Davis Cup 2003. 